# Maximiliano Lovera
Maximiliano Lovera (Laguna Blanca, Formosa, 9 de marzo de 1999) es un futbolista argentino que juega como delantero y su equipo es el Rosario Central de la Primera División de Argentina.
Fue internacional habitual con la selección de fútbol sub-20 de Argentina.

## Trayectoria
Después de alternar entre la sexta división y la reserva, tuvo su debut en primera división con la camiseta de Rosario Central el 3 de mayo de 2016, cuando por la 13.ª fecha del torneo de Primera División, ese día su club se mediría frente a Club de Gimnasia y Esgrima La Plata y caería derrotado 1 a 0.
El 25 de junio de 2016 firmó su primer contrato con el club hasta junio de 2019.
En 2018 conformó parte del plantel campeón de la Copa Argentina ya jugando con la primera de Rosario Central.
En agosto de 2019 dio el salto al fútbol europeo tras firmar con Olympiacos de El Pireo.
En febrero de 2021 Racing Club de Avellaneda llegó a un acuerdo con el futbolista y llegó a préstamo por un año y con opción de compra de 5 000 000 de dólares por el 70% del pase.[cita requerida] Esta no se hizo efectiva y se fue al A. C. Omonia Nicosia en una nueva cesión antes de recalar, también a préstamo, en el Ionikos de Nicea.
El 15 de agosto de 2023, regreso a Rosario Central, en condición de préstamo por un año y con opción de compra.

## Clubes
| Club                          | País      | Año       |
| ----------------------------- | --------- | --------- |
| Rosario Central               | Argentina | 2016-2019 |
| Olympiacos                    | Grecia    | 2019-     |
| Racing Club (cedido)          | Argentina | 2021      |
| A. C. Omonia Nicosia (cedido) | Chipre    | 2022      |
| Ionikos de Nicea (cedido)     | Grecia    | 2022-2023 |
| Rosario Central (cedido)      | Argentina | 2023-Act. |

## Estadísticas
Actualizado al 19 de julio del 2025.
| Club | Div.          | Temporada     | Liga  | Liga  | Liga   | Copas Nacionales (1) | Copas Nacionales (1) | Copas Nacionales (1) | Copas Internacionales (2) | Copas Internacionales (2) | Copas Internacionales (2) | Total | Total | Total  |
| Club | Div.          | Temporada     | Part. | Goles | Asist. | Part.                | Goles                | Asist.               | Part.                     | Goles                     | Asist.                    | Part. | Goles | Asist. |
| --- | ------------- | ------------- | ----- | ----- | ------ | -------------------- | -------------------- | -------------------- | ------------------------- | ------------------------- | ------------------------- | ----- | ----- | ------ |
| Rosario Central Argentina | 1.ª           | 2016          | 2     | 0     | 0      | 0                    | 0                    | 0                    | —                         | —                         | —                         | 2     | 0     | 0      |
| Rosario Central Argentina | 1.ª           | 2016-17       | 15    | 2     | 1      | 0                    | 0                    | 0                    | —                         | —                         | —                         | 15    | 2     | 1      |
| Rosario Central Argentina | 1.ª           | 2017-18       | 15    | 0     | 2      | 1                    | 0                    | 0                    | 2                         | 0                         | 0                         | 18    | 0     | 2      |
| Rosario Central Argentina | 1.ª           | 2018-19       | 19    | 0     | 2      | 8                    | 0                    | 0                    | 3                         | 0                         | 0                         | 30    | 0     | 2      |
| Rosario Central Argentina | 1.ª           | 2019-20       | 4     | 1     | 1      | —                    | —                    | —                    | —                         | —                         | —                         | 4     | 1     | 1      |
| Rosario Central Argentina | 1.ª           | 2023          | —     | —     | —      | 12                   | 2                    | 0                    | —                         | —                         | —                         | 12    | 2     | 0      |
| Rosario Central Argentina | 1.ª           | 2024          | 19    | 0     | 2      | 13                   | 1                    | 0                    | 6                         | 1                         | 1                         | 38    | 2     | 3      |
| Rosario Central Argentina | 1.ª           | 2025          | 11    | 0     | 1      | 1                    | 0                    | 1                    | —                         | —                         | —                         | 12    | 0     | 2      |
| Rosario Central Argentina | Total club    | Total club    | 85    | 3     | 9      | 34                   | 4                    | 1                    | 11                        | 1                         | 1                         | 131   | 7     | 11     |
| Olympiacos Grecia | 1.ª           | 2019-20       | 19    | 0     | 1      | 5                    | 2                    | 1                    | 5                         | 0                         | 1                         | 29    | 2     | 3      |
| Olympiacos Grecia | 1.ª           | 2020-21       | 4     | 0     | 2      | 1                    | 0                    | 0                    | —                         | —                         | —                         | 5     | 0     | 2      |
| Olympiacos Grecia | 1.ª           | 2021-22       | 1     | 0     | 0      | 1                    | 0                    | 0                    | —                         | —                         | —                         | 2     | 0     | 0      |
| Olympiacos Grecia | Total club    | Total club    | 24    | 0     | 3      | 7                    | 2                    | 1                    | 5                         | 0                         | 1                         | 36    | 2     | 5      |
| Racing Club Argentina | 1.ª           | 2021          | 14    | 0     | 0      | 14                   | 0                    | 2                    | 8                         | 0                         | 4                         | 36    | 0     | 6      |
| Racing Club Argentina | Total club    | Total club    | 14    | 0     | 0      | 14                   | 0                    | 2                    | 8                         | 0                         | 4                         | 36    | 0     | 6      |
| Omonia Nicosia Chipre | 1.ª           | 2021-22       | 12    | 0     | 3      | 5                    | 0                    | 1                    | —                         | —                         | —                         | 17    | 0     | 4      |
| Omonia Nicosia Chipre | Total club    | Total club    | 12    | 0     | 3      | 5                    | 0                    | 1                    | 0                         | 0                         | 0                         | 17    | 0     | 4      |
| Ionikos Nikeas Grecia | 1.ª           | 2022-23       | 24    | 2     | 1      | 1                    | 0                    | 0                    | —                         | —                         | —                         | 25    | 2     | 1      |
| Ionikos Nikeas Grecia | Total club    | Total club    | 24    | 2     | 1      | 1                    | 0                    | 0                    | 0                         | 0                         | 0                         | 25    | 2     | 1      |
| Total carrera | Total carrera | Total carrera | 158   | 5     | 16     | 62                   | 5                    | 5                    | 24                        | 1                         | 6                         | 244   | 11    | 27     |
| (1) Incluye Copa Argentina, Copa de la Superliga Argentina, Supercopa Argentina, Copa de Grecia, Copa de la Liga Profesional, Supercopa Argentina, Copa de Chipre y Trofeo de Campeones. (2) Incluye Copa Sudamericana, Copa Libertadores, UEFA Champions League y UEFA Europa League. |               |               |       |       |        |                      |                      |                      |                           |                           |                           |       |       |        |

## Palmarés

### Títulos nacionales
| Título              | Club                 | País      | Año     |
| ------------------- | -------------------- | --------- | ------- |
| Copa Argentina      | Rosario Central      | Argentina | 2017-18 |
| Superliga de Grecia | Olympiacos           | Grecia    | 2019-20 |
| Copa de Grecia      | Olympiacos           | Grecia    | 2019-20 |
| Copa de Chipre      | A. C. Omonia Nicosia | Chipre    | 2021-22 |
| Copa de la Liga     | Rosario Central      | Argentina | 2023    |